# Chiara e Serafina
Chiara e Serafina, ossia I pirati (título original en italiano; en español, Clara y Serafina, o sea Los piratas) es una ópera semiseria en dos actos con música de Gaetano Donizetti y libreto en italiano de Felice Romani. Se estrenó en el Teatro de la Scala de Milán el 26 de octubre de 1822.

## Personajes
| Personaje                                                                                    | Tesitura                 | Reparto del estreno el 26 de octubre de 1822 |
| -------------------------------------------------------------------------------------------- | ------------------------ | -------------------------------------------- |
| Chiara Clara                                                                                 | soprano                  | Isabella Fabbrica                            |
| Serafina                                                                                     | mezzosoprano             | Rosa Morandi                                 |
| Don Ramiro, hijo del podestà de Menorca, comprometido con Serafina                           | tenor                    | Savino Monelli                               |
| Picaro, antiguo servidor de don Fernando, ahora pirata                                       | barítono o bajo cantante | Antonio Tamburini                            |
| Lisetta, hija de Sancio y de Agnese                                                          | contralto o soprano      | Maria Gioja-Tamburini                        |
| Agnese, guardiana del castillo de Belmonte Inés                                              | mezzosoprano             | Carolina Sivelli                             |
| Don Meschino, rico pueblerino de Belmonte, hombre enamorado de Lisetta                       | papel hablado            | Nicola de Grecis                             |
| Don Fernando, tutor de Serafina, falso amigo de don Álvaro, rico señor de Menorca            | tenor                    | Carlo Poggiali                               |
| Don Álvaro, capitáno de barco, reducido a la esclavitud en Argel, padre de Serafina y Chiara | pael hablado o bajo      | Carlo Pizzochero                             |
| Gennaro, jefe de los piratas                                                                 | papel hablado            | Carlo Poggiali                               |
| Spalatro, jefe de los piratas                                                                | papel hablado            | Carlo Dona                                   |
| Campesinos y campesinas. Coro y comparsas, piratas o guardias.                               |                          |                                              |

## Discografía
| Año  | Reparto (Chiara, Serafina, Lisetta)     | Director de orquesta, Orquesta y coro | Sello discográfico                         |
| ---- | --------------------------------------- | ------------------------------------- | ------------------------------------------ |
| 1994 | Lynne Davies, Yvonne Kenny, Della Jones | David Parry, Orquesta Philharmonia    | CD Audio : Opera Rara Referencia: ORCH 104 |